# مؤسسه علوم و امنیت بین‌المللی
مؤسسه علوم و امنیت بین‌المللی (به انگلیسی: The Institute for Science and International Security) یا به اختصار آی‌اس‌آی‌اس (به انگلیسی: ISIS) یک نهاد ناسودبر است که در سال ۱۹۹۳ میلادی، در ایالات متحده آمریکا بنیان‌گذاری شد. این نهاد در زمینه مقابله با گسترش سلاح‌های هسته‌ای فعالیت می‌کند. مؤسسه علوم و امنیت بین‌المللی در منشور خود، هدف این مؤسسه را «آگاهی‌رسانی به عموم مردم در زمینه موضوعات علمی و سیاسی تأثیرگذار بر امنیت بین‌المللی» اعلام کرده‌است.
بنیان‌گذار و رئیس این مؤسسه، دیوید آلبرایت، بازرس پیشین هسته‌ای آژانس بین‌المللی انرژی اتمی سازمان ملل است.
مؤسسه علوم و امنیت بین‌المللی مستقر در واشینگتن، به صورت متناوب با مرور و واکاوی داده‌های فنی و تصویرهای ماهواره‌ای، تحلیل‌هایی را در خصوص برنامه‌های گسترش هسته‌ای کشورهای گوناگون منتشر می‌کند.
بیشتر مطالب منتشر شده توسط آسیس بر تحلیل و نظارت بر برنامه‌های هسته‌ای کره شمالی، ایران، پاکستان و سوریه و هم‌چنین دادوستد غیرقانونی هسته‌ای متمرکز شده‌است.
مؤسسه علوم و امنیت بین‌المللی روز ۲۸ نوامبر ۲۰۱۱ به تجزیه و تحلیل تصاویر ماهواره‌ای مربوط به انفجار پادگان سپاه پاسداران در ملارد پرداخت و این‌گونه اظهار نظر کرد که این انفجار ظاهراً مرتبط با موتور موشک است و بر اثر این انفجار تأسیسات سپاه در این محل «به شدت آسیب دیده‌است.»